# Robsonius sorsogonensis
A Robsonius sorsogonensis a verébalakúak (Passeriformes) rendjébe, ezen belül a tücsökmadárfélék (Locustellidae) családjába és a Robsonius nembe tartozó faj. 20-22 centiméter hosszú. A Fülöp-szigetek északi részének (dél-Luzon és Catanduanes-sziget) nedves trópusi erdőiben él. Többnyire gerinctelenekkel táplálkozik. Februártól augusztusig költ. Mérsékelten fenyegetett életterületének csökkenése miatt.

## Fordítás
- Ez a szócikk részben vagy egészben  a   Grey-banded babbler című angol Wikipédia-szócikk fordításán alapul.  Az eredeti cikk szerkesztőit annak laptörténete sorolja fel. Ez a jelzés csupán a megfogalmazás eredetét és a szerzői jogokat jelzi, nem szolgál a cikkben szereplő információk forrásmegjelöléseként.